# Lyrik

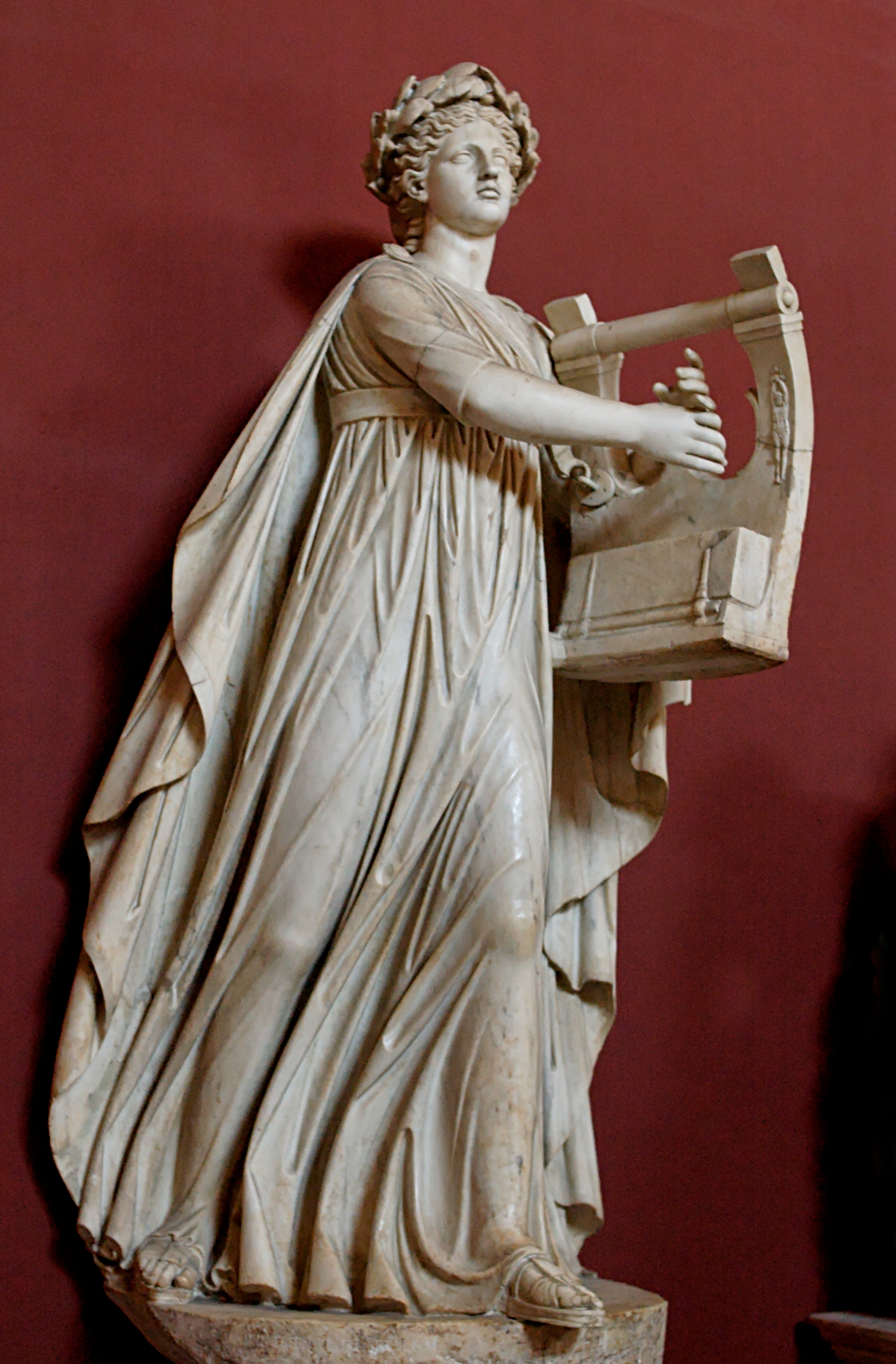
Apollon mit einer Leier

Lyrik (altgriechisch λυρική (ποίησις) lyrikḗ (poíēsis), deutsch ‚die zum Spiel der Lyra gehörende Dichtung‘) ist eine der drei literarischen Hauptgattungen neben Epik und Dramatik. Lyrische Texte werden Gedichte genannt.

## Begriffsgeschichte

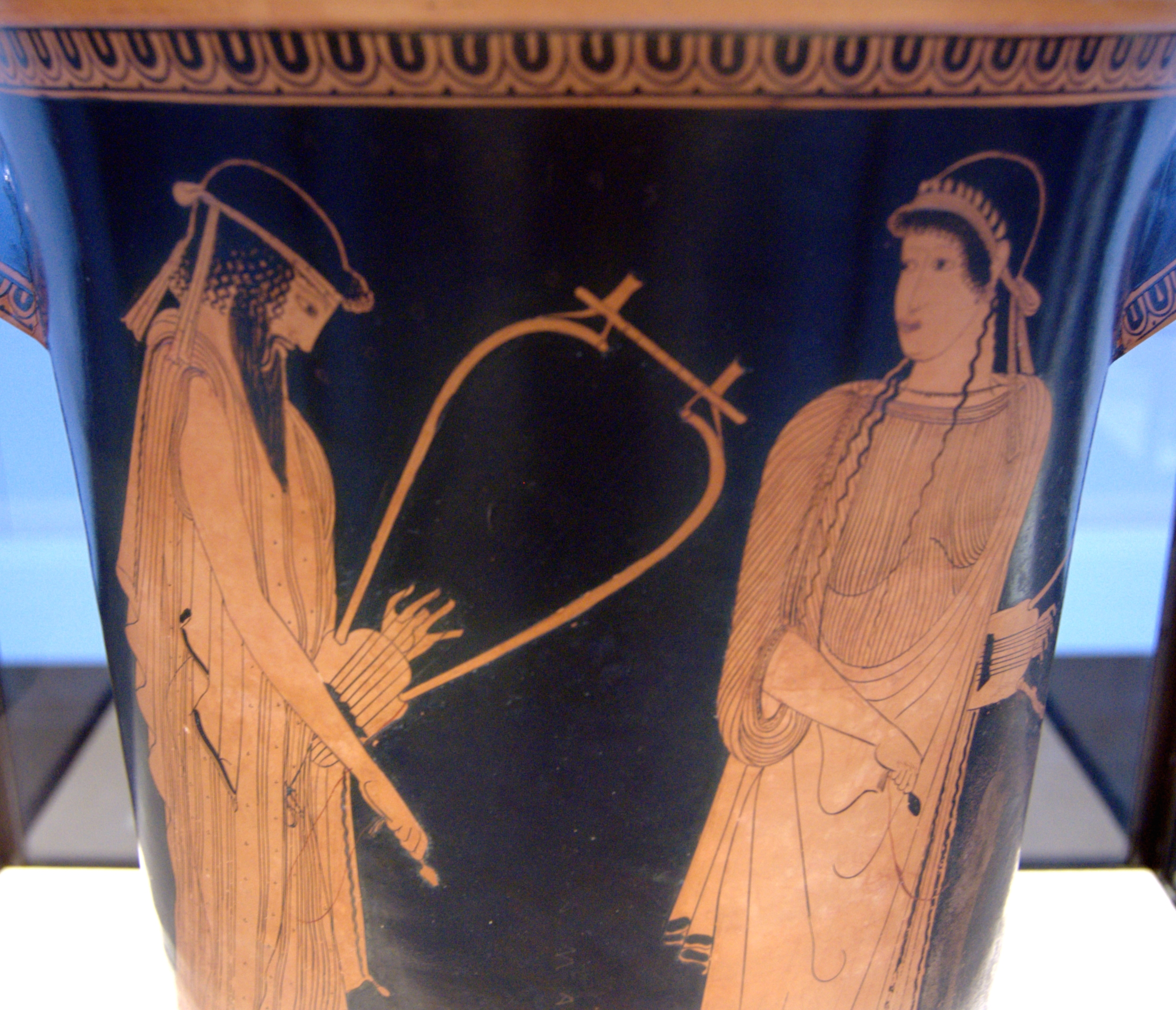
Alkaios und Sappho. Seite A eines Attisch-rotfigurigen Kalathos aus Akragas (Sizilien), um 470 v. Chr.

### Lyrik
Die Unterscheidung der literarischen Gattungen Lyrik, Epik und Dramatik geht auf die griechische Antike zurück, insbesondere auf die Poetik des Aristoteles. Der Ordnungsbegriff Lyrik (in der Form lyrische Poesie) wird seit der Neuordnung des Gattungsschemas im 18. Jahrhundert als Gattungsbezeichnung verwendet. Im allgemeinen Sprachgebrauch wird er seit dem 19. Jahrhundert oft synonym mit den umfassenderen Begriffen Poesie und Dichtung gebraucht. Der Begriff Lyrik verweist auf seinen historischen Ursprung im antiken Griechenland. Dort wurde der Vortrag von Dichtung in der Regel von einer Lyra oder Kithara begleitet. Davon geblieben ist eine formale Verbindung lyrischer Texte zum Lied, die sich auch darin zeigt, dass Gedichte bis heute gern vertont werden.

### Gedicht
Als „Gedicht“ wurden ursprünglich alle schriftlich abgefassten literarischen Texte bezeichnet; in dem Wort „Dichtung“ hat sich noch etwas von dieser Bedeutung erhalten. Seit etwa dem 17. Jahrhundert wird der Begriff nur noch für Texte verwendet, die zur Gattung Lyrik gehören; bis heute bezieht sich die Rede von einem Gedicht auf einen (einzelnen, nicht notwendig schriftlich fixierten) lyrischen Text. Erstmals in diesem Sinn verwendet Martin Opitz den Begriff „geticht(e)“ 1624 in seinem Buch von der Deutschen Poeterey; für Opitz ist das formästhetische Kriterium ausschlaggebend, dass Gedichte in Versen abgefasst sind. Gedichte sind allerdings von Werken der Versepik zu unterscheiden, die ebenfalls durchgängig in Versen abgefasst sind, aber zur Gattung Epik zählen.
Ein umfangreiches (häufig mehrteiliges) lyrisches Werk mit unter Umständen epischen Elementen wird als Langgedicht bezeichnet, ein zyklisch angelegtes als Gedichtzyklus und eines, das prosaförmige Textsequenzen und Gedichte oder lyrische Textsequenzen kombiniert, als Prosimetrum. Eine Sonderform des Langgedichts ist das Poem. Eine Form von Gedichten, in denen Vers und artifizieller Zeilenbruch zugunsten anderer Merkmale lyrischer Texte suspendiert werden, ist seit dem frühen 19. Jahrhundert das Prosagedicht.

## Funktionale Bestimmung
Lyrische Texte unterscheiden sich von epischen und dramatischen vor allem durch ihr meist geringes Textvolumen, ihre komprimierte und konturierte Textgestalt, ihre sprachliche Form, ihre semantische Dichte (Ausdruckskraft) und sprachliche Ökonomie (Prägnanz) und eine subjektive Auffassung ihrer Gegenstände. Sie vermitteln Emotionen, Wahrnehmungen und/oder Gedanken eines individuellen Subjekts, dessen Perspektive der des Verfassers entsprechen kann, aber nicht muss (siehe auch lyrisches Ich). Beziehungen zwischen diesem Subjekt, der es umgebenden Welt und dem (sprachlichen) Medium, in dem es sich artikuliert, werden dabei oft in hohem Maße reflektiert und abstrahiert.

## Kriterien der sprachlichen Form
Lyrische Texte sind textgrafisch und/oder phonisch meist stark konturiert. In der Regel unterscheiden sie sich von Prosatexten bereits in ihrer äußeren Form (siehe Vers, Strophe). Im Lauf der Gattungsgeschichte verschieben sich die Kriterien vor allem bezüglich des Verses und schwächen sich bereits im 19. Jahrhundert zunehmend ab. So finden sich zuerst in der Lyrik von Friedrich Gottlieb Klopstock und später auch bei Johann Wolfgang von Goethe und Friedrich Hölderlin reimlose Gedichte in freien Rhythmen, eine Form Versgestaltung, die sich in der Lyrik von Novalis endgültig von ihren antiken Vorbildern ablöst. Im 19. Jahrhundert werden diese Formen in Frankreich zum vers libre weiterentwickelt. Mit dem weitgehenden Verzicht auf seine metrische Organisation und der Orientierung an der lebendigen Rede nähert sich der freie Vers rhythmisch und prosodisch Prosadiktionen an, ohne jedoch ganz mit ihnen zusammenzufallen. Zentrales Distinktionsmerkmal und Formelement lyrischer Texte bleibt letztlich der Vers selbst, der sich aus dem absichtsvollen, sinnstiftenden Umbruch der Zeile (siehe Enjambement) ergibt – im Unterschied zu den technisch bedingten Zeilenumbrüchen in Prosatexten, die keiner textimmanenten Logik folgen und für die Konstitution der Textbedeutung irrelevant sind.
Eine besondere Rolle bei der phonischen Gestaltung von Gedichten spielen die lautlichen Qualitäten des verwendeten Sprachmaterials, von einfachen Assonanzen bis hin zu Formen der Onomatopoesie. Im 20. Jahrhundert entwickelten sich zahlreiche Formen der Lautpoesie, die diesen Aspekt in den Mittelpunkt stellen. Bei einzelnen Autoren der antiken und mittelalterlichen Lyrik, vor allem jedoch in der Lyrik des Barock und später in literarischen Avantgarden des 20. Jahrhunderts, etwa der konkreten Poesie, wird umgekehrt die grafische Gestalt des Textes zu einem eigenständigen und teilweise dominanten Formelement erhoben (siehe auch Visuelle Poesie). Darüber hinaus sind Gedichte sprachlich häufig komplex strukturiert. Zahlreiche formale und rhetorische Darstellungsmittel (siehe beispielsweise Reim, rhetorische Figur, Metapher) führen nicht selten zu einer vom Gewohnten abweichenden Anordnung von Wörtern, Wortgruppen und Sätzen und sind auch für die vielschichtigen Bedeutungen verantwortlich, die man mit Lyrik verbindet.
Aus der Sicht eher linguistisch orientierter Lyriktheorien wird ein lyrischer Text als überstrukturierter Text aufgefasst. Diese Überstrukturierung bezieht sich auf die in der Sprachwissenschaft angesetzten Ebenen jeder sprachlichen Äußerung wie Phonologie, Semantik oder Syntax. So werden Reime als phonologische Überstrukturierung aufgefasst, Metaphern als semantische usw.

### Formelemente und Gedichtformen
Zahlreiche lyrikspezifische Elemente sprachlicher Gestaltung sind historisch tradiert, kommen aber bis heute in vielen Gedichten zum Einsatz. Auf unterschiedenen Ebenen der Textorganisation unterscheidet man Versfuß (Anapäst, Daktylus, Jambus, Trochäus u. a.), Versmaß (Alexandriner, Blankvers, Hexameter, Pentameter u. a.), Strophenform (Odenstrophen wie Alkäische Strophe, Asklepiadeische Strophe und Sapphische Strophe, Chevy-Chase-Strophe, Distichon, Sestine, Stanze (mit Sonderformen wie Siziliane, Nonarime, Huitain, Spenserstrophe), Terzine u. a.) und – formal verschieden streng definierte – Gedichtformen (Elegie, Epigramm, Ghasel, Haiku und Senryū, Hymne, Lied, Ode, Ritornell, Sonett, Villanelle u. a.). Hinzu kommen Gedichtformen, die auf einer bestimmten Organisation des Textes auf Zeichenebene beruhen, etwa Anagramm, Lipogramm, Palindrom und Akrostichon. Historische, heute nur noch selten verwendete Gedichtformen sind u. a. Dithyrambos, Kanzone, Madrigal und Rondeau. Gedichte, die sich diesen und ähnlichen Bestimmungen entziehen, haben nicht selten eine explizit freie Form.
Gedichtformen können auch oder auch noch auf anderen Ebenen als der formalen Textorganisation definiert sein, etwa das Bildreihengedicht in Bezug auf die Art und Verbindung der semantischen Einheiten, Rollenlyrik in Bezug auf die Perspektivierung und Prosagedichte in Bezug auf die Abwesenheit von Vers und Zäsur. Der Fokus auf materiale Eigenschaften der Sprache führt in der Lyrik zu Bildgedichten und Lautgedichten, die Aktivierung struktureller Aspekte schriftsprachlicher Repräsentation zu Flächengedichten und Listengedichten, die Einbeziehung von Informationstechnologien in die Textgenese zu Flarf. Transdialektale und -linguale Sprachmischung finden sich bereits in der frühneuzeitlichen Makkaronischen Dichtung.
Über das einzelne Gedicht hinaus geht etwa die 14 Sonette und ein „Meistersonett“ umfassende Form des Sonettenkranzes, über den einzelnen Autor z. B. das japanische Renga (Kettengedicht), über den einzelnen Sprecher beziehungsweise Vortragenden das Simultangedicht.

### Genres und Subgenres
Funktional bestimmte Genres von Lyrik sind u. a. Kinderlyrik, religiöse Dichtung, Gelegenheitsdichtung und die sogenannte Unsinnspoesie, deren zahlreiche Spielarten ihrerseits (oft streng) formal definiert sind (z. B. Clerihew, Klapphornvers, Leberreim, Limerick, Wirtinnenvers). Thematisch bestimmte Genres sind z. B. Liebeslyrik, Naturlyrik und politische Lyrik. In der sprachexperimentellen Lyrik, die sich in hohem Maße und manchmal ausschließlich auf das Medium der Artikulation und Kommunikation bezieht, in dem sie stattfindet, fallen thematische und formale Bestimmung (Gegenstand und Form) zusammen.
Historische Strömungen der Lyrik sind in der Regel funktional, thematisch und formal bestimmt und lassen sich daher auch als lyrische Genres auffassen – u. a. Trobadordichtung, Minnesang, Sangspruchdichtung, Bukolik bzw. Schäferdichtung und Meistersang. Historische Strömungen des 20. Jahrhunderts sind z. B. die deutsche naturmagische Lyrik oder die US-amerikanische Confessional Poetry. 
Genreübergreifende Formen lyrisch gebundener Rede sind z. B. Ballade, Romanze und Haibun. Performativ bestimmt ist etwa Spoken Word. Auch Liedtexte aller Genres sowie Hip-Hop und Rap haben formale, funktionale und performative Gemeinsamkeiten mit lyrischen Texten.

## Geschichte der Lyrik
Lyrik zählt zu den historisch ältesten literarischen Formen, die überliefert sind. Obwohl die ältesten lyrischen Texte zur Zeit ihrer Entstehung nicht in einem heutigen Sinn als Gedichte verstanden wurden, reicht das Vorkommen von Versstrukturen mit Endreimen und/oder Alliterationen hin, um etwa die Merseburger Zaubersprüche als Lyrik einzustufen. Das gilt auch
für religiöse Texte wie den Aton-Hymnus des ägyptischen Pharaos Echnaton aus bereits dem 14. Jahrhundert v. Chr. und die Bücher der Hebräischen Bibel Buch der Psalmen und Hoheslied, die ab dem 10. Jahrhundert v. Chr. entstehen.

### Griechische und römische Antike
Der heutige Begriff von Lyrik geht auf den antiken griechischen Kulturkreis zurück; dort war die Lyrik zunächst das zur Lyra gesungene Lied, das in den Chorgesängen der antiken Dramen und im religiösen Kultus seinen „Sitz im Leben“ hatte. Bedeutende Texte dieser Art, die überliefert sind – es ist davon auszugehen, dass es sich nur um einen geringen Teil dessen handelt, was in dieser Hinsicht geschrieben wurde –, sind die Werke der altgriechischen Dichter Alkman, Archilochos und Terpandros aus dem 7. Jahrhundert v. Chr., von Alkaios von Lesbos aus dem 7. bis 6. Jahrhundert v. Chr., von Stesichoros, Sappho, Ibykos und Anakreon aus dem 6., von Bakchylides, Pindar und Simonides von Keos aus dem 5. und von Kallimachos aus dem 4. Jahrhundert v. Chr. (siehe auch Kanon der neun Lyriker), sowie die Werke der lateinischen Dichter des Römischen Reiches Catull, Horaz, Properz, Tibull und Ovid aus dem 1. Jahrhundert v. Chr.

### Europäisches Mittelalter
Im volkssprachlichen Mittelalter treten Individualpersönlichkeiten vor allem im Minnesang und in der Spruchdichtung hervor: die provencalischen Trobadours ab dem Ende des 11. Jahrhunderts, Heinrich von Veldeke, der als erster deutschsprachiger Dichter gilt, und Walther von der Vogelweide im 12. Jahrhundert, Heinrich von Morungen und Frauenlob im 13. Jahrhundert, Oswald von Wolkenstein im – spätmittelalterlichen – 15. Jahrhundert. Hauptsächlich wurde die mittelalterliche Lyrik gesungen und mündlich tradiert; die Quellen, zunächst Handschriften und später auch Drucke, auf denen das heutige Wissen über die Lyrik des Mittelalters beruht, sind häufig erst lange nach der Entstehung der Texte entstanden. Deren Urfassungen sowie die Transformationen, denen sie vor ihrer Niederschrift unterlegen haben, lassen sich nur selten durch Quellenvergleiche rekonstruieren. Geistliche Lyrik (z. B. die Sequenzen) und die lateinische Vagantendichtung sind oft anonym in größeren Sammlungen überliefert, etwa der Carmina Burana (11./12. Jahrhundert). Die Meistersinger des ständisch geprägten Spätmittelalters (u. a. Hans Sachs, 16. Jahrhundert) inszenierten ihre Dichtung als ein lern- und abprüfbares Silben- und Töne-Handwerk.

### Entwicklungen ab dem Spätmittelalter

#### Englischsprachige Lyrik
Im altenglischen Epos Beowulf singt ein Skop von der Weltschöpfung. Das Gedicht The Battle of Maldon (Schlacht um Maldon) lässt sich bereits auf das 11. Jahrhundert datieren. Nach der Christianisierung Englands entstanden zahlreiche religiöse Gedichte, wobei sich an manchen Elegien wie im The Wanderer noch die Umbrüche der Zeit bemerkbar machen. Naturgedichte wie The Seafarer beinhalten heidnische und christliche Motive. Einer der ersten namhaften Lyriker ist Cynewulf. Nach der Eroberung Englands durch normannische Truppen im Jahre 1066 verschwand das Altenglische als allgemeine Literatursprache. Das in mittelenglischer Sprache verfasste Werk Brut des Dichters Layamon gehört zu den wichtigsten Dichtungen des 13. Jahrhunderts. Es ist nicht nur mit angelsächsischem Vokabular durchsetzt, sondern steht am Anfang der literarischen Artus-Rezeption in England, zu der auch die bekannte Versdichtung Sir Gawain and the Green Knight zählt. Im 14. Jahrhundert entstehen Allegorien und Gedichte wie Piers Plowman, Patience und Pearl.
Als Formerneuerer ersetzte Geoffrey Chaucer im 15. Jahrhundert den germanischen Stabreim durch den Endreim und passte den ursprünglich französischen Balladenvers der englischen Sprache an. Dieser Rhyme royal besteht aus sieben Versen, jambischen Fünfhebern und dem Reimschema [ababbcc]. Die starke Wirkung Chaucers zeigte sich in der hohen Zahl seiner Nachahmer, zu denen u. a. John Gower, John Lydgate und John Hoccleve zählen. Selbst der schottische König James I. verfasste Gedichte im Stil Chaucers.
Im 16. Jahrhundert schrieb Sir Thomas Wyatt die ersten Sonette in englischer Sprache. Sir Phillip Sidneys Sonettzyklus Astrophel and Stelle setzte das schon in Wyatts Dichtung angelegte englische Sonett schließlich durch. Daneben verfasste der Jesuit Robert Southwell religiöse Gedichte und Thomas Campion Lieder. Die englische Sonettdichtung fand ihren Höhepunkt mit William Shakespeare. Weitere Sonettdichter sind Walter Raleigh, Michael Drayton und Samuel Daniel. Edmund Spenser schrieb die Versepen The Shepheardes Calender und The Faerie Queene.
John Donnes metaphysische Dichtung grenzte sich im 17. Jahrhundert von der starren Sonettdichtung der englischen Renaissance ab. Die Cavalier poets Ben Jonson, Richard Lovelace und Edmund Waller nahmen sich weltlicher Themen an. Im späten 18. Jahrhundert überwanden Thomas Gray und Robert Burns die Auswirkungen der Restauration, deren Dichtung sich hauptsächlich auf die Übersetzung lateinischer Klassiker beschränkte, und besonders der spätere Nationaldichter Schottlands Burns ebnete den Weg zur englischen Romantik. Die Romantik repräsentieren die Dichter William Blake, William Wordsworth, Samuel Taylor Coleridge, Percy Bysshe Shelley, Lord Byron und John Keats. Zur viktorianischen Epoche werden Alfred Tennyson und Robert Browning gezählt. Hauptvertreter des Symbolismus war der Ire William Butler Yeats, aber auch spätere Dichter der Moderne wie der Waliser Dylan Thomas können teilweise zu dieser Richtung gerechnet werden.
Bedeutende US-amerikanische Lyriker sind u. a. Edgar Allan Poe, Walt Whitman und Emily Dickinson im 19. Jahrhundert, Wallace Stevens, E. E. Cummings, William Carlos Williams, Ezra Pound, Elizabeth Bishop, Sylvia Plath, Anne Sexton, Allen Ginsberg und John Ashbery im 20. Jahrhundert. Eine wichtige Rolle spielte die Lyrik auch in der Popkultur seit den 1960er Jahren, etwa bei John Lennon, Cat Stevens, Bob Dylan, Leonard Cohen und anderen Songwritern.

#### Französischsprachige Lyrik
Die französischsprachige Lyrik beginnt mit den Trouvèren im 12. Jahrhundert, deren Werke auf altfranzösisch verfasst wurden. Die Trobadordichtung im Süden Frankreichs wurde in provenzalischer Sprache geschrieben. Marie de France verwendete Versformen für ihre Lais, Chrétien de Troyes für seine Verserzählungen Erec et Enide und Le Conte du Graal ou le Roman de Perceval. Guillaume de Lorris und Jean de Meung, die Autoren des Le Roman de la Rose, nutzten paarweise reimende Verse für ihren Roman. Im 14. Jahrhundert verfasste Eustache Deschamps über tausend Balladen, manchen gilt er gar als Begründer dieser Form. Zu seiner Dichtung werden traditionelle Liebesdichtungen, Satiren und Sentenzen gezählt, sowie die Poetik L'art de dictier et de fere chançons, ballades, virelais et rondeau. Als bedeutendster Dichter der Zeit gilt François Villon. Sein Hauptwerk Le Testament, das sechzehn Balladen und drei Rondeaus enthält, wurde auch außerhalb des französischen Sprachraums über Jahrhunderte hinweg rezipiert. Sein Dichtung beeinflusste Mitte des 19. Jahrhunderts die Präraffaeliten und im 20. Jahrhundert die deutschsprachigen Naturalisten, später die Expressionisten und prägte die Gelegenheitsdichtung. Charles de Valois, duc d’Orléans, der Villon in seinem Schloss aufnahm und ihn später wegen eines Spottgedichtes in den Kerker werfen ließ, dichtete selbst in englischer und französischer Sprache.
Bedeutende Lyriker der Renaissance waren Pierre de Ronsard und Joachim Du Bellay, für die französische Klassik ist François de Malherbe, für die Aufklärung Jacques Delille zu nennen. In der Romantik sind Alphonse de Lamartine, Alfred de Musset und Victor Hugo von Bedeutung, etwa zeitgleich schrieben die „Parnassiens“ Théophile Gautier und Théodore de Banville. Die großen französischen Dichter der frühen Moderne (Symbolismus) sind Charles Baudelaire, Arthur Rimbaud, Paul Verlaine und Stéphane Mallarmé. Bedeutende Lyriker zu Beginn des 20. Jahrhunderts sind Guillaume Apollinaire und Paul Valéry, später André Breton, Paul Éluard, Ivan Goll, Tristan Tzara, Yves Bonnefoy u. a. m.

#### Griechische Lyrik
Die wichtigsten (neu-)griechischen Lyriker der Moderne waren Konstantinos Kavafis, Kostis Palamas, Odysseas Elytis, Giorgios Seferis und Giannis Ritsos.

#### Italienische Lyrik
In Italien waren die Lyriker der Renaissance Dante Alighieri (13. Jahrhundert) und Petrarca (14. Jahrhundert) bahnbrechend, weitere wirkmächtige Lyriker waren Michelangelo (15. Jahrhundert) und Torquato Tasso (16. Jahrhundert). Giacomo Leopardi (Anfang 19. Jahrhundert) und Gabriele D’Annunzio (19./20. Jahrhundert) waren jeder auf seine Weise Erneuerer der italienischen Dichtung; im 20. Jahrhundert waren Giuseppe Ungaretti, Eugenio Montale und Andrea Zanzotto – auch international – wegweisend.

#### Polnische Lyrik
Der Nationaldichter Polens ist Adam Mickiewicz (19. Jahrhundert). Die wichtigsten polnischen Lyriker des 20. Jahrhunderts waren Czesław Miłosz, Zbigniew Herbert, Tadeusz Różewicz und Wisława Szymborska; ein bedeutender Gegenwartsdichter ist Adam Zagajewski.

#### Portugiesische Lyrik
Der Nationaldichter Portugals ist Luís de Camões (16. Jahrhundert), ihm ist auch der Nationalfeiertag gewidmet; neben ihm steht António Ferreira. Einflussreiche Lyriker des 19. Jahrhunderts sind der Romantiker Soares de Passos und die symbolistischen Dichter Antero de Quental und Cesário Verde. In der portugiesischen Lyrik des 20. Jahrhunderts ist Fernando Pessoa die wichtigste Stimme; ein weiterer Dichter von Weltrang ist Eugénio de Andrade.

#### Russische Lyrik
Nach den russischen Nationaldichtern des 19. Jahrhunderts Alexander Puschkin und Michail Lermontow waren in der ersten Hälfte des 20. Jahrhunderts vor allem Sergei Jessenin, Osip Mandelstam, Anna Achmatova, Marina Zwetajewa, Boris Pasternak und Wladimir Majakowski herausragende russische Dichter. Für die Entwicklung des russischen Futurismus und nachfolgende Avantgarden sind Velimir Chlebnikov und Alexei Krutschonych entscheidend. In der zweiten Hälfte des 20. Jahrhunderts lebten viele bedeutende russische Lyriker außerhalb des Landes, etwa Joseph Brodsky in den USA und Alexeij Parschtschikov in Deutschland.

#### Slowenische Lyrik
Als slowenischer Nationaldichter gilt France Prešeren, weitere bedeutende Lyriker des 19. Jahrhunderts waren Dragotin Kette und Josip Murn. Im 20. Jahrhundert sind Srečko Kosovel und Matej Bor zu nennen, die bedeutendsten Dichter waren Dane Zajc und Tomaž Šalamun.

#### Spanischsprachige Lyrik
Luis de Góngora und Francisco de Quevedo (16./17. Jahrhundert) sind die wichtigsten Lyriker des spanischen Barock. Bedeutende Lyriker des 20. Jahrhunderts sind u. a. Juan Ramón Jiménez, Antonio Machado sowie die Lyriker der Generación del 27 Ramón Gómez de la Serna, Rafael Alberti, Vicente Aleixandre, Jorge Guillén, Pedro Salinas, Miguel Hernández und Federico García Lorca.
Bedeutende spanischsprachige Lyriker Chiles sind Pablo Neruda und Nicanor Parra. Der bedeutendste spanischsprachige Lyriker Mexikos ist Octavio Paz, der Perus César Vallejo.

#### Tschechische Lyrik
Bedeutende tschechische Lyriker des 20. Jahrhunderts sind u. a. Jiří Wolker, Vítězslav Nezval, Konstantin Biebl, Jiří Orten, František Halas, Vladimír Holan, Jaroslav Seifert, Jan Skácel und Jiří Kolář, in jüngerer Zeit u. a. Jáchym Topol und Petr Borkovec.

#### Japanische Lyrik
Der allgemeine Begriff für Gedicht im Japanischen ist uta (歌, in Zusammensetzungen auch -ka oder 唄), was auch „Lied“ bedeutet. Traditionell unterscheidet man japanische Gedichte (Waka) und chinesische Gedichte (Kanshi). Die Hauptformen des Waka sind das Kurzgedicht, Tanka, mit 5-7-5-7-7-Moren und das Langgedicht, Chōka, mit 5-7-5-7- … -5-7-7-Moren. Aus der Verkettung von Tanka entstand das Kettengedicht, Renga, dessen Eröffnungsvers mit 5-7-7-Moren später zur eigenständigen Gedichtform Haiku wurde. Ähnlich kurz ist auch das Senryū, das außerhalb Japans nach dem Haiku die bekannteste Form japanischer Poesie darstellt.
Gedichte sind bereits in den beiden ältesten überlieferten japanischen Werken, den Reichschroniken Kojiki und Nihonshoki von 712 bzw. 720 n. Chr. enthalten. 759 n. Chr. erschien mit dem Man’yōshū die erste Gedichtanthologie, die knapp 4500 Gedichte umfasst, wobei ein Teil der Gedichte bis in das frühe 6. Jahrhundert n. Chr. zurückreicht. Obwohl die Werke im Man’yōshū zum Großteil der Hofdichtung zuzuordnen sind, finden sich darin auch Gedichte aus dem einfachen Volk, etwa Soldatengedichte. Die japanischen Kaiser ließen von 905 mit dem Kokin-wakashū bis 1439 mit dem Shinshokukokin-wakashū regelmäßig Waka-Anthologien wie die Sammlungen aus einundzwanzig Epochen zusammenstellen.
Die bedeutendsten Dichter bis ins 12. Jahrhundert wurden als „Die Sechsunddreißig Unsterblichen der Dichtkunst“ bezeichnet. Als die bedeutendsten Dichter der Edo-Zeit (17.–19. Jahrhundert) gelten Matsuo Bashō, Yosa Buson und Kobayashi Issa, während für die Moderne Hagiwara Sakutarō, Ishikawa Takuboku, Masaoka Shiki, Miyazawa Kenji, Ogiwara Seisensui, Takamura Kōtarō und Yosano Akiko zu nennen sind.

#### Persische Lyrik
Zu den bedeutendsten persischen Dichtern gehört Abū ʾl-Qāsim Firdausī (940–1020). Das von ihm verfasste Epos Schāhnāme (persisch شاهنامه, DMG 'Šāhnāma, auch Šāhnāmeh, „Königsbuch“ oder „Buch der Könige“) gilt als Nationalepos der persischsprachigen Welt. Mit nahezu 60.000 Versen ist es mehr als doppelt so umfangreich wie Homers Epen und mehr als sechsmal so lang wie das Nibelungenlied. Ein weiterer herausragender Dichter ist Hafis (14. Jahrhundert), dessen Werk unter anderem Goethe zu seinem West-östlichen Divan inspirierte. Auf diesem Weg nahm Hafis Dichtung nachhaltig Einfluss auch auf die europäische Lyrik. Weitere bekannte klassische Dichter sind Saadi, Nezami, Rūmī sowie der Mathematiker Omar Chayyām. Im 20. Jahrhundert gilt Forugh Farrochzad als eine der bekanntesten iranischen Dichterinnen.

Nationallyriker
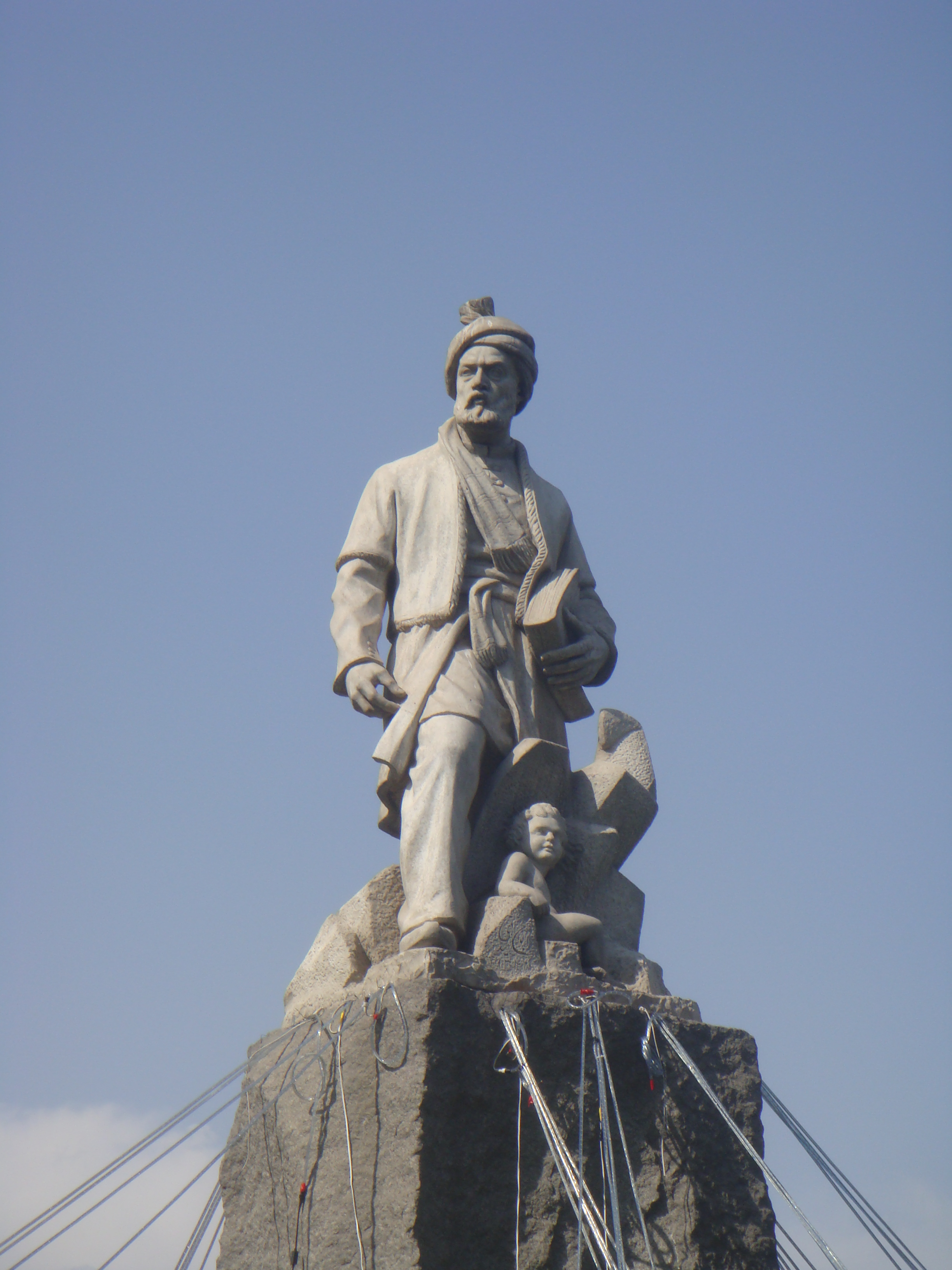
Abū ʾl-Qāsim Firdausī
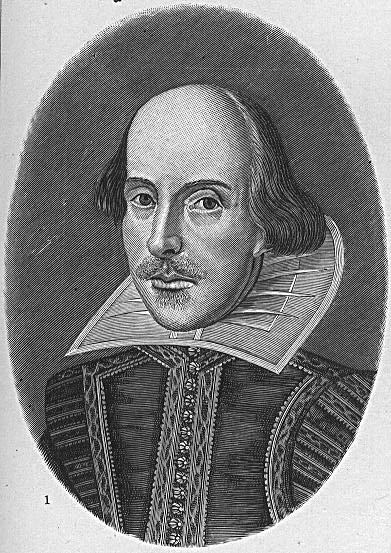
William Shakespeare
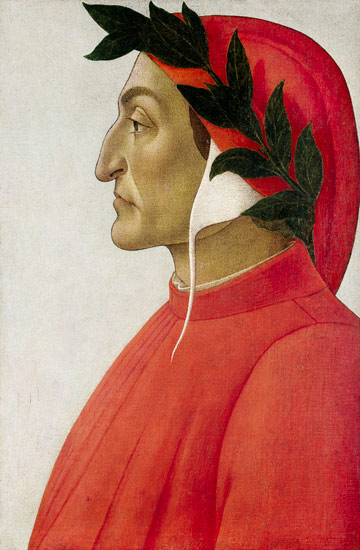
Dante Alighieri
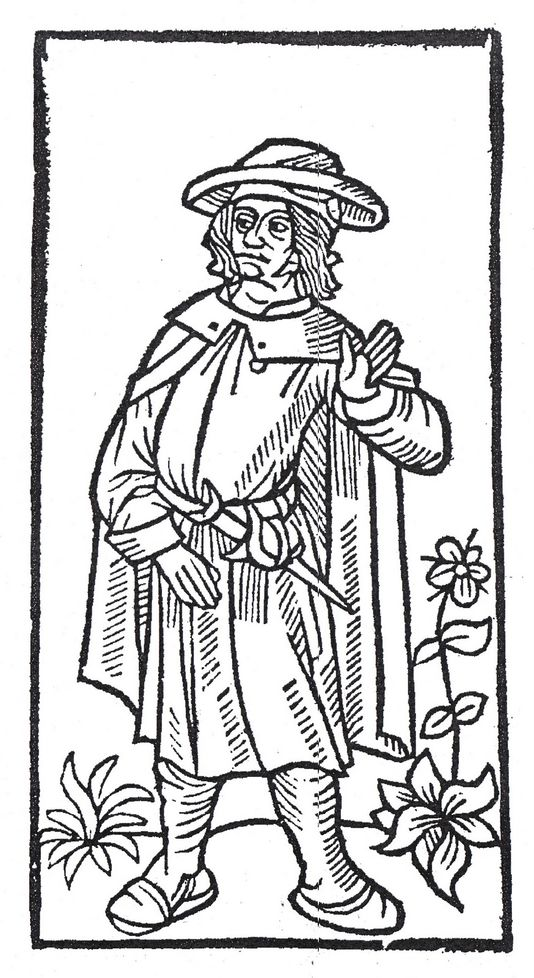
François Villon

### Status der Lyrik im Islam
Im Koran ist den zumeist schicksalsgläubigen altarabischen Dichtern ein eigener, kritischer Abschnitt gewidmet. Die letzten vier Verse der „Die Dichter“ (asch-Schuʿara) genannten Sure 26 setzen sie mit Wahrsagern und ziellos Umherirrenden gleich, die von Dschinn oder gar dem Satan selbst besessen seien und ihren Einfluss auf das Stammesleben falsch nützten. Der Prophet Mohammed grenzt sich zwar von ihnen ab, bescheinigt aber (in den letzten beiden später offenbarten bzw. hinzugefügten Versen) zumindest einigen unter ihnen Rechtgläubigkeit. Der Gesamtinhalt der Sure ist eine Zusammenfassung der wichtigsten Prophetengeschichten des Islam, die Mohammed trösten und die Ungläubigen warnen sollen. Die muslimisch-arabischen Dichter erfreuten sich nach Mohammed unter den Umayyaden höchster Protektion, sofern sie die Quraisch glorifizierten und halfen, die Nichtaraber zu arabisieren. Hauptthema der Dichtung vor bzw. bis Mohammed war die Suche des liebenden (und deshalb umherirrenden) Dichters nach der verlorenen Geliebten.

## Gegenwart
Weltweit sind Gedichte (auch) im 21. Jahrhundert in vielen Kulturkreisen und Literatursprachen von großer Bedeutung. Im deutschen Sprachraum hatten (säkulare) lyrische Schreibweisen nicht immer einen solchen Stellenwert; im Verlauf des 20. Jahrhunderts ging ihre Rezeption – im Gegensatz zu ihrer Produktion – eher zurück. Unabhängig davon entwickeln sich beständig neue Formen von Lyrik oder mit Lyrikanteilen, die sich längst auch in anderen als schriftbasierten Medien etabliert haben, z. B. Digitale Poesie, Poesiefilm, Hip-Hop und Sprechgesang und, zunächst in Jugendkulturen, Spoken Word und Insta-Poetry. Auch die Lyrik im engeren beziehungsweise konventionellen Sinn hat sich gerade in den vergangenen Jahrzehnten tiefgreifend verändert und bezüglich ihrer Formate, Darstellungsmittel und Gegenstände in alle erdenklichen Richtungen erweitert. Dabei kommt es immer wieder auch zu Adaptionen und Variationen historischer Formate und Mittel, etwa von metrischen und gereimten Gedichten im US-amerikanischen New Formalism. Eine Konstante der Lyrikgeschichte ist die Übersetzung von Gedichten aus allen und in alle erreichbaren Sprachen, die sich im beginnenden 21. Jahrhundert aufgrund neuer technischer Möglichkeiten der Kommunikation und Vernetzung nicht nur in den deutschsprachigen Literaturen ausgeweitet, diversifiziert und in Ansätzen auch institutionalisiert hat.

## Beispiele
→ Liste der Wikipedia-Artikel zu Gedichten
- Gottfried Benn: Nur zwei Dinge
- Bertolt Brecht: Erinnerung an die Marie A.
- Paul Celan: Todesfuge
- Allen Ginsberg: Howl
- Johann Wolfgang von Goethe: Erlkönig, Der Zauberlehrling, Prometheus, Römische Elegien
- Hermann Hesse: Stufen
- Hugo von Hofmannsthal: Gedichte in Terzinen, Ballade des äußeren Lebens
- Friedrich Hölderlin: Hälfte des Lebens, Brod und Wein, Patmos, Hyperions Schicksalslied
- Ernst Jandl: schtzngrmm, wien: heldenplatz
- Matsuo Bashō: Frosch-Haiku
- Edgar Allan Poe: The Raven
- Rainer Maria Rilke: Der Panther, Herbsttag, Duineser Elegien
- Percy Bysshe Shelley: Ozymandias
- Georg Trakl: Grodek

## Anthologien
Im Folgenden werden nur deutschsprachige Längsschnitt-Anthologien deutscher und Überblicks-Anthologien internationaler Lyrik aufgeführt, die das Feld lyrischer Schreibweisen nicht nach Themen oder Genres ausmessen. Zu deutschsprachigen Lyrikanthologien siehe den Hauptartikel Liste deutschsprachiger Lyrikanthologien, zu weiteren maßgeblichen Anthologien deutschsprachiger Lyrik den Abschnitt Anthologien im Artikel Deutschsprachige Lyrik.

### Deutschsprachige Lyrik
- Karl Otto Conrady (Hrsg.): Der Große Conrady. Das Buch deutscher Gedichte. Von den Anfängen bis zur Gegenwart. Artemis & Winkler, Düsseldorf 2008.
- Harald Hartung (Hrsg.): Jahrhundertgedächtnis. Deutsche Lyrik im 20. Jahrhundert. Philipp Reclam jun., Stuttgart 1998. ISBN 3-15-059742-0.
- Thomas Kling (Hrsg.): Sprachspeicher. 200 Gedichte auf Deutsch vom achten bis zum zwanzigsten Jahrhundert. Dumont, Köln 2001. ISBN 3-7701-5813-X.
- Wulf Segebrecht, Christian Rößner (Hrsg.): Das Deutsche Gedicht. Vom Mittelalter bis zur Gegenwart. Verlag S. Fischer, Frankfurt/M. 2005. ISBN 3-10-074440-3.

### Internationale Lyrik
- Klaus Peter Dencker (Hrsg.): Poetische Sprachspiele. Vom Mittelalter bis zur Gegenwart. Philipp Reclam jun., Stuttgart 2005. ISBN 3-15-018238-7.
- Hans Magnus Enzensberger (Hrsg.): Museum der modernen Poesie. Suhrkamp Verlag, Frankfurt/M. 2002. ISBN 3-518-39946-2.
- Ulla Hahn (Hrsg.): Stechäpfel – Gedichte von Frauen aus drei Jahrtausenden. Philipp Reclam jun., Stuttgart 2000, ISBN 3-15-058841-3.
- Harald Hartung (Hrsg.): Luftfracht. Internationale Poesie 1940 bis 1990. (Die Andere Bibliothek Bd. 80). Eichborn, Frankfurt/M. 1991. ISBN 3-8218-4423-X.
- Bernhard Kytzler (Hrsg.): Römische Lyrik. Lateinisch/Deutsch. Philipp Reclam jun., Stuttgart 1994. ISBN 3-15-008995-6.
- Gregor Laschen (Hrsg.): Schönes Babylon. Gedichte aus Europa in 12 Sprachen. Dumont, Köln 1999. ISBN 3-7701-4844-4.
- Franz Link (Hrsg.): Make it New. US-amerikanische Lyrik des 20. Jahrhunderts. Verlag Ferdinand Schöningh, Paderborn/München/Wien/Zürich 1996. ISBN 3-506-70824-4.
- Joachim Sartorius (Hrsg.): Atlas der neuen Poesie. Rowohlt Verlag, Reinbek 1996. ISBN 3-499-13978-2.
- Raoul Schrott (Hrsg.): Die Erfindung der Poesie. dtv, München 2003. ISBN 3-423-13144-6.
- Federico Italiano, Jan Wagner (Hrsg.): Grand Tour. Reisen durch die junge Lyrik Europas. Im Auftrag der Deutschen Akademie für Sprache und Dichtung. Carl Hanser Verlag, München 2019. ISBN 978-3-446-26182-2.

## Interpretationen und Materialien
- Hans Bender (Hrsg.): Mein Gedicht ist mein Messer. Lyriker zu ihren Gedichten. List, München 1969.
- Theo Breuer: Aus dem Hinterland. Lyrik nach 2000. Edition YE, Sistig/Eifel 2005. ISBN 3-87512-186-4.
- Manfred Enzensperger (Hrsg.): Die Hölderlin Ameisen. Vom Finden und Erfinden der Poesie. Köln 2005. ISBN 3-8321-7921-6.
- Hans-Dieter Gelfert: Wie interpretiert man ein Gedicht? Für die Sekundarstufe. Reclam, Stuttgart 2004. ISBN 3-15-015018-3.
- Volker Meid, Karl Richter, Wulf Segebrecht u. a. (Hrsg.): Gedichte und Interpretationen: Sieben Bände. Eine Interpretationssammlung zur deutschen Lyrik von der Renaissance bis zur Gegenwart. Mit Reclams Literatur-Kalender. Reclam, Ditzingen 2011, ISBN 978-3-15-030017-6.
- Marcel Reich-Ranicki (Hrsg.): 1400 Deutsche Gedichte und ihre Interpretationen. 12 Bände. Insel Verlag, Frankfurt am Main 2002, ISBN 3-458-17130-4 (siehe auch Frankfurter Anthologie).
- Joachim Sartorius (Hrsg.): Minima Poetica. Für eine Poetik des zeitgenössischen Gedichts. Suhrkamp, Frankfurt/M. 2003. ISBN 3-518-45512-5.
- Andreas Thalmayr: Lyrik nervt! Erste Hilfe für gestreßte Leser. dtv, München 2008. ISBN 978-3-423-62356-8; unter der ISBN 3-89940-465-3 auch als Tondokument vom hörverlag verfügbar.

## Einführungen und weiterführende Literatur
- Heinz Ludwig Arnold (Hrsg.): Lyrik des 20. Jahrhunderts. (Sonderband text+kritik). Edition text & kritik, München 1999, ISBN 3-88377-613-0.
- Bernhard Asmuth: Lyrik. In: Gert Ueding: Historisches Wörterbuch der Rhetorik. Band 5. Niemeyer, Tübingen 2001, Sp. 690–727. ISBN 3-484-68105-5.
- Bernhard Asmuth: Aspekte der Lyrik. Mit einer Einführung in die Verslehre. 7. Auflage. Westdeutscher Verlag, Opladen 1984, ISBN 3-531-29276-5.
- Dieter Burdorf: Einführung in die Gedichtanalyse. (Sammlung Metzler; 284). Metzler, Stuttgart 1997, ISBN 3-476-12284-0.
- Hugo Friedrich: Die Struktur der modernen Lyrik. Von der Mitte des neunzehnten bis zur Mitte des zwanzigsten Jahrhunderts. (Hamburg 1956, mit dem Untertitel Von Baudelaire bis zur Gegenwart) Rowohlt, Reinbek 2006, ISBN 3-499-55683-9.
- Gunter E. Grimm: Zwischentöne. Stationen der deutschen Lyrik. Tectum Verlag, Marburg 2015, ISBN 978-3-8288-3487-3.
- Michael Hamburger: Wahrheit und Poesie. Spannungen in der modernen Lyrik von Baudelaire bis zur Gegenwart. Edition Folio, Wien 1995, ISBN 3-85256-022-5.
- Peter von Matt: Was ist ein Gedicht? Zur Anthropologie des Gedichts und zum Ärgernis seiner Schönheit. Reclam, Stuttgart 2017, ISBN 978-3-15-019444-7.
- Ulrich Schödlbauer: Entwurf der Lyrik. Akademie Verlag, Berlin 1994, ISBN 3-05-002261-2.
- Wulf Segebrecht: Der Blumengarten oder: Reden vom Gedicht. Königshausen & Neumann, Würzburg 2015, ISBN 978-3-8260-5721-2.
- Rüdiger Zymner: Funktionen der Lyrik. Mentis, Paderborn 2013, ISBN 978-3-89785-820-6.
- Rüdiger Zymner: Lyrik. Umriss und Begriff. Mentis, Paderborn 2009, ISBN 978-3-89785-689-9.